# Tapinanthus coronatus
Tapinanthus coronatus là một loài thực vật có hoa trong họ Loranthaceae. Loài này được (Tiegh.) Danser miêu tả khoa học đầu tiên năm 1933.